# Kelurahan Cipayung
Kelurahan Cipayung är en administrativ by i Indonesien.   Den ligger i provinsen Jakarta, i den västra delen av landet, 14 km söder om huvudstaden Jakarta.